# I-League 2019-2020
L'I-League 2019-2020 (nota come Hero I-League per motivi di sponsorizzazione) è la tredicesima edizione della I-League, il campionato professionistico indiano di calcio per club, dalla sua istituzione nel 2007. Il torneo è iniziato il 30 novembre 2019.
Il 13 marzo è stato stabilito inizialmente che le ultime quattro giornate saranno giocate a porte chiuse, a seguito della pandemia di CoronaVirus ma il 18 aprile l'AIFF ha annunciato che le restanti partite non verranno giocate, che non ci saranno retrocessioni e ha assegnato il titolo al Mohun Bagan.

## Squadre
| Squadra            | Luogo                          | Stadio                                                    |
| ------------------ | ------------------------------ | --------------------------------------------------------- |
| Aizawl             | Aizawl, Mizoram                | Rajiv Gandhi Stadium                                      |
| Chennai City       | Chennai                        | Marina Arena                                              |
| Churchill Brothers | Goa                            | Fatorda Stadium                                           |
| East Bengal        | Calcutta, West Bengal          | Salt Lake Stadium                                         |
| Gokulam Kerala     | Kozhikode, Kerala              | Kozhikode EMS Stadium                                     |
| Indian Arrows      | Delhi, New Delhi Bambolim, Goa | Ambedkar Stadium GMC Bambolim Athletic Stadium            |
| Punjab             | Chandigarh                     | Guru Nanak Stadium                                        |
| Mohun Bagan        | Kolkata, West Bengal           | Yuba Bharati Krirangan Barasat Stadium Mohun Bagan Ground |
| NEROCA             | Imphal, Manipur                | Khuman Lampak Main Stadium                                |
| Real Kashmir       | Srinagar, Jammu e Kashmir      | TRC Turf Ground                                           |
| TRAU               | Imphal, Manipur                | Khuman Lampak Main Stadium                                |

## Giocatori stranieri
| Squadra            | Giocatore 1       | Giocatore 2          | Giocatore 3       | Giocatore 4         | Giocatore 5           | Giocatore 6         |
| ------------------ | ----------------- | -------------------- | ----------------- | ------------------- | --------------------- | ------------------- |
| Aizawl             | Abdoulaye Kanouté | Alfred Jaryan        | Joseph Adjei      | Justice Morgan      | Matías Verón          | Richard Kasagga     |
| Chennai City       | Adolfo Miranda    | Jan Muzangu          | Katsumi Yusa      | Nauzet Santana      | Roberto Eslava        | Sandro Rodríguez    |
| Churchill Brothers | Dawda Ceesay      | Kalif Alhassan       | Radanfah Abu Bakr | Robert Primus       | Sócrates Pedro        | Willis Plaza        |
| East Bengal        | Kassim Aidara     | Jaimie Santos Colado | Juan Mera         | Johnny Acosta       | Marcos Jiménez Espada | Víctor Pérez        |
| Gokulam Kerala     | Andre Ettienne    | Henry Kisekka        | Marcus Joseph     | Nathaniel García    | Zohib Islam Amiri     | Atuheire Kipson     |
| Mohun Bagan        | Baba Diawara      | Daneil Cyrus         | Fran González     | Fran Morante        | Joseba Beitia         | Komron Tursunov     |
| NEROCA             | Boubacar Diarra   | Attila Busai         | Marvin Phillip    | Ousmane Diawara     | Philip Adjah Tetteh   | Taryk Sampson       |
| Punjab             | Dipanda Dicka     | Danilo Quipapá       | Kiran Chemjong    | Sérgio Barboza      | Kingsley Obumneme     | Valci Júnior        |
| Real Kashmir       | Aaron Katebe      | Bazie Armand         | Gnohere Krizo     | Kallum Higginbotham | Loveday Enyinnaya     | Mason Robertson     |
| TRAU               | Gerard Williams   | Petru Leucă          | Joel Sunday       | Joseph Olaleye      | Oguchi Uche           | O. Princewell Emeka |

In grassetto: i giocatori che hanno almeno una presenza con la propria nazionale.

## Classifica
|                  | Pos. | Squadra            | Pt | G  | V  | N | P  | GF | GS | DR  |
| ---------------- | ---- | ------------------ | -- | -- | -- | - | -- | -- | -- | --- |
| India (bandiera) | 1.   | Mohun Bagan        | 38 | 16 | 12 | 3 | 1  | 35 | 13 | 22  |
|                  | 2.   | East Bengal        | 23 | 16 | 6  | 5 | 5  | 23 | 18 | 5   |
|                  | 3.   | Punjab             | 23 | 16 | 5  | 8 | 3  | 23 | 21 | 2   |
|                  | 4.   | Real Kashmir       | 22 | 15 | 6  | 4 | 5  | 16 | 14 | 2   |
|                  | 5.   | Gokulam Kerala     | 22 | 15 | 6  | 4 | 5  | 20 | 19 | 1   |
|                  | 6.   | TRAU               | 22 | 17 | 6  | 4 | 7  | 17 | 27 | -10 |
|                  | 7.   | Churchill Brothers | 20 | 15 | 6  | 2 | 7  | 23 | 22 | 1   |
|                  | 8.   | Chennai City       | 20 | 15 | 5  | 5 | 5  | 18 | 19 | -1  |
|                  | 9.   | NEROCA             | 18 | 16 | 5  | 3 | 8  | 25 | 33 | -8  |
|                  | 10.  | Aizawl             | 16 | 15 | 3  | 7 | 5  | 17 | 19 | -2  |
|                  | 11.  | Indian Arrows      | 9  | 16 | 2  | 3 | 11 | 7  | 20 | -13 |

Legenda:

      Campione I-League e ammessa alla fase preliminare della Coppa dell'AFC 2020.
      Ammesse assieme al campione alla fase a eliminazione diretta della Super Cup 2020.
      Ammesse al girone di qualificazione della Super Cup 2020.
      Retrocessa in I-League 2nd Division.

## Statistiche

### Classifica in divenire
Legenda
| Colore | Significato |
| ------ | ----------- |
| rosso  | sconfitta   |
| bianco | pareggio    |
| verde  | vittoria    |

|                    | 1ª | 2ª | 3ª | 4ª | 5ª | 6ª | 7ª | 8ª | 9ª | 10ª | 11ª | 12ª | 13ª | 14ª | 15ª | 16ª | 17ª | 18ª | 19ª | 20ª | 21ª | 22ª |
| ------------------ | -- | -- | -- | -- | -- | -- | -- | -- | -- | --- | --- | --- | --- | --- | --- | --- | --- | --- | --- | --- | --- | --- |
| Aizawl             | 1  | 1  | 4  | 5  | 6  | 7  | 8  | 8  | 11 | 11  | 11  | 0   | 14  | 14  | 15  | 16  | 16  | 16  | 0   | 0   | 0   | 0   |
| Chennai City       | 3  | 3  | 3  | 4  | 5  | 5  | 8  | 0  | 11 | 11  | 11  | 14  | 14  | 15  | 16  | 19  | 20  | 20  | 21  | 0   | 0   | 0   |
| Churchill Brothers | 3  | 6  | 6  | 0  | 6  | 9  | 10 | 0  | 10 | 10  | 13  | 13  | 16  | 19  | 19  | 20  | 20  | 20  | 20  | 0   | 0   | 0   |
| East Bengal        | 1  | 2  | 5  | 8  | 8  | 8  | 8  | 8  | 8  | 11  | 11  | 11  | 12  | 15  | 18  | 19  | 20  | 23  | 0   | 0   | 0   | 0   |
| Gokulam Kerala     | 3  | 6  | 0  | 6  | 6  | 7  | 7  | 10 | 10 | 13  | 14  | 14  | 17  | 17  | 17  | 18  | 19  | 22  | 0   | 0   | 0   | 0   |
| Indian Arrows      | 0  | 0  | 0  | 0  | 3  | 4  | 4  | 4  | 4  | 4   | 7   | 0   | 8   | 8   | 8   | 8   | 9   | 9   | 0   | 0   | 0   | 9   |
| Punjab             | 0  | 1  | 4  | 7  | 8  | 9  | 10 | 11 | 14 | 17  | 17  | 17  | 18  | 21  | 21  | 22  | 23  | 23  | 0   | 0   | 0   | 0   |
| Mohun Bagan        | 1  | 1  | 4  | 7  | 10 | 13 | 16 | 17 | 20 | 20  | 23  | 26  | 26  | 29  | 31  | 34  | 35  | 38  | 0   | 0   | 0   | 0   |
| NEROCA             | 0  | 3  | 3  | 3  | 4  | 5  | 5  | 8  | 8  | 8   | 8   | 11  | 12  | 12  | 15  | 15  | 15  | 18  | 19  | 0   | 0   | 0   |
| Real Kashmir       | 1  | 4  | 0  | 0  | 5  | 5  | 6  | 6  | 6  | 9   | 12  | 15  | 15  | 15  | 18  | 19  | 22  | 22  | 0   | 22  | 0   | 0   |
| TRAU               | 0  | 0  | 0  | 0  | 1  | 2  | 5  | 8  | 11 | 14  | 15  | 15  | 15  | 16  | 16  | 16  | 19  | 22  | 0   | 0   | 22  | 0   |